# Autobianchi Y10
Der Autobianchi Y10 ist ein Kleinwagen, der weltweit als Lancia und in Italien, Frankreich, Portugal und Japan als Autobianchi vermarktet wurde. Er gilt heute als Vorreiter der Lifestyle-Kleinwagen.
Vorgestellt auf dem Genfer Automobilsalon im März 1985, ergänzte der futuristisch anmutende Y10 zunächst die Lancia-Palette, sollte aber mittelfristig den Autobianchi A112 ersetzen, der in einer vereinheitlichten Version noch fast zwei Jahre weiter gebaut wurde und das Sortiment nach unten abrundete, was wegen des relativ hohen Preises des Y10 auch sinnvoll erschien. In den meisten Exportmärkten vermarktete Lancia den Neuen unter der eigenen Marke, während man für den Heimatmarkt, das Nachbarland Frankreich. Spanien, Portugal und Japan das Modell unter Signet und Logo von Autobianchi über das gemeinsame Lancia-Autobianchi-Händlernetz vertrieb. Y10 ist der Lancia-Projektcode, den man nach der internen Verwendung gleich als Modellbezeichnung genutzt hat.
Die Bodengruppe basiert auf derjenigen des facegelifteten Fiat Panda mit der sog. Omega-Hinterachse. Im Y10 debütierte zudem der verbrauchsarme, sehr laufruhige FIRE-Motor von Fiat-Lancia. Das Design des Y10 entstand bei Lancia selbst im hauseigenen Centro Stile, und im Laufe der Produktionszeit von 1985 bis 1995 erschienen vom Modell insgesamt drei Serien. Lancia fertigte den Y10 zuerst in Desio (bei Autobianchi), von 1992 an im Werk Arese des damaligen Verbundunternehmens ALFA LANCIA Industriale s.p.a.
Die erste Serie unterscheidet sich im Wesentlichen in der Technik und durch die orangefarbenen Frontblinker von der zweiten Serie, die Mitte 1989 erschien und über weiße Blinker verfügte. Mit dem Facelift wurde der Markenname in einigen Ländern von Autobianchi zu Lancia geändert.

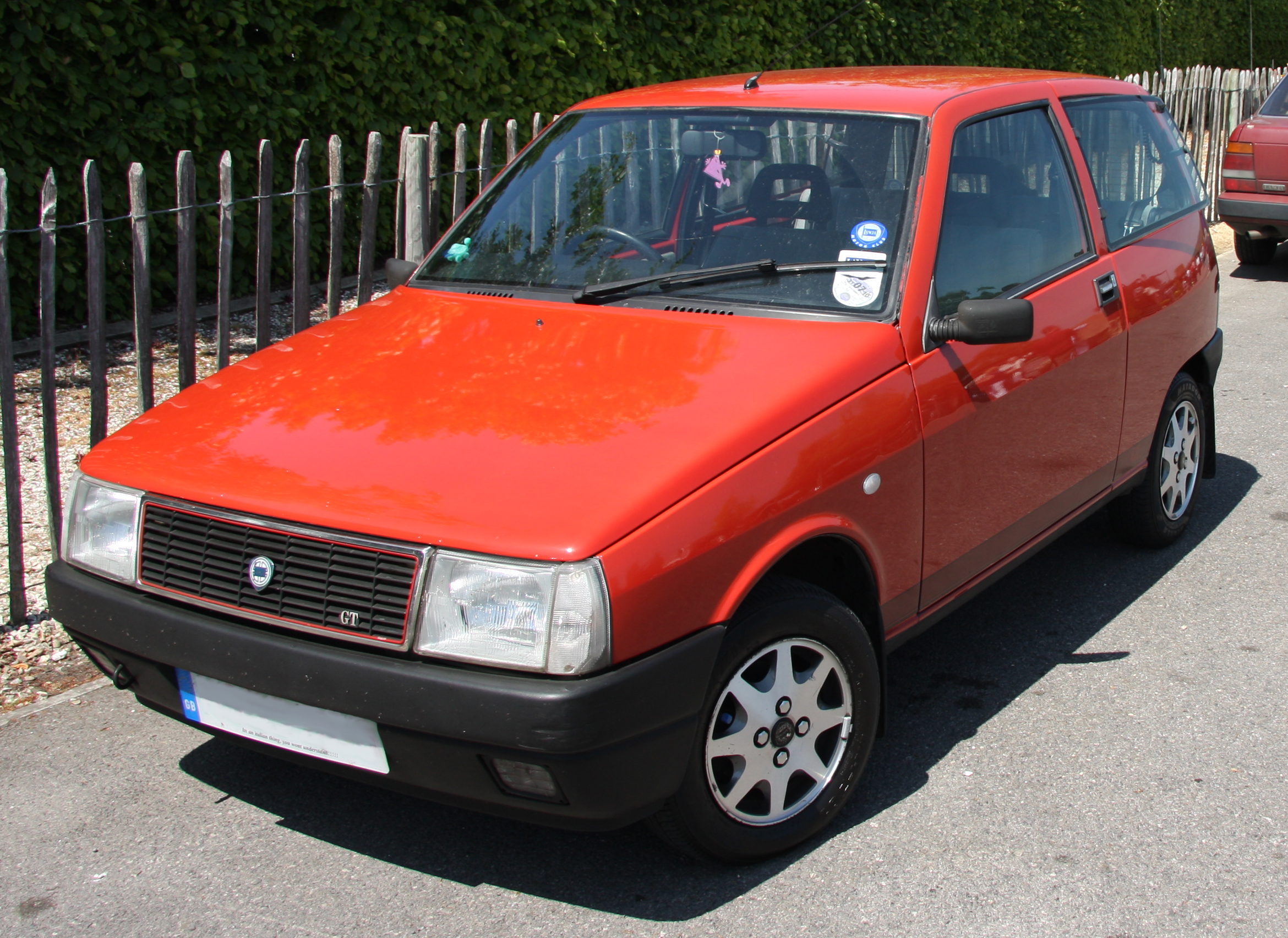
Lancia Y10 (1989–1992)
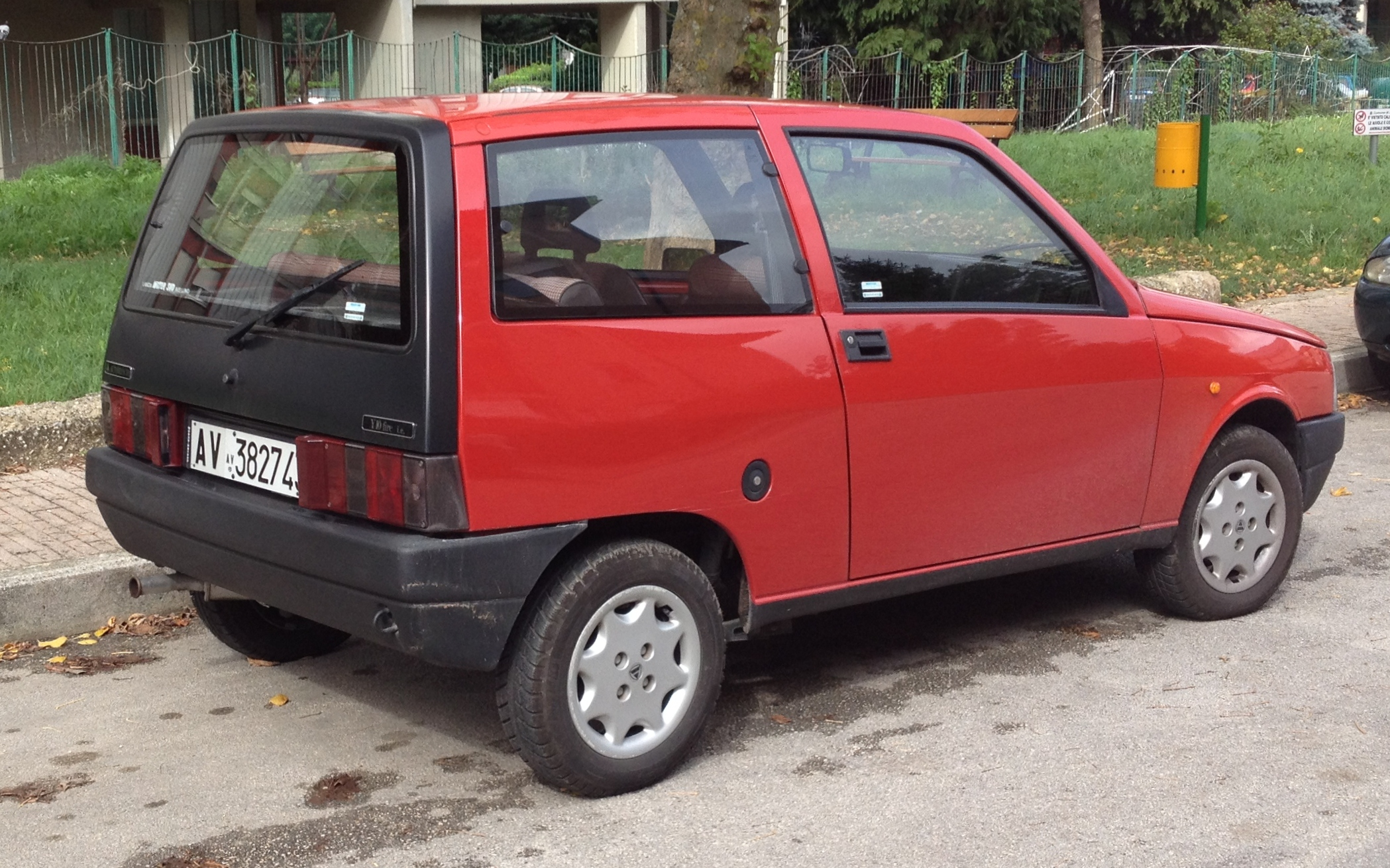
Heckansicht

Die im Herbst 1992 eingeführte dritte Serie glichen die Lancia-Designer optisch an die anderen Lancia-Modelle an (wobei der Kühlergrill wegen der fehlenden Mittelsäule und des mittig angebrachten Signets von der typischen Lancia-Ausführung, wie auch bei den vorherigen Versionen, abweicht), während die Ingenieure das Modell einer tiefgreifenden technischen Optimierung unterzogen.

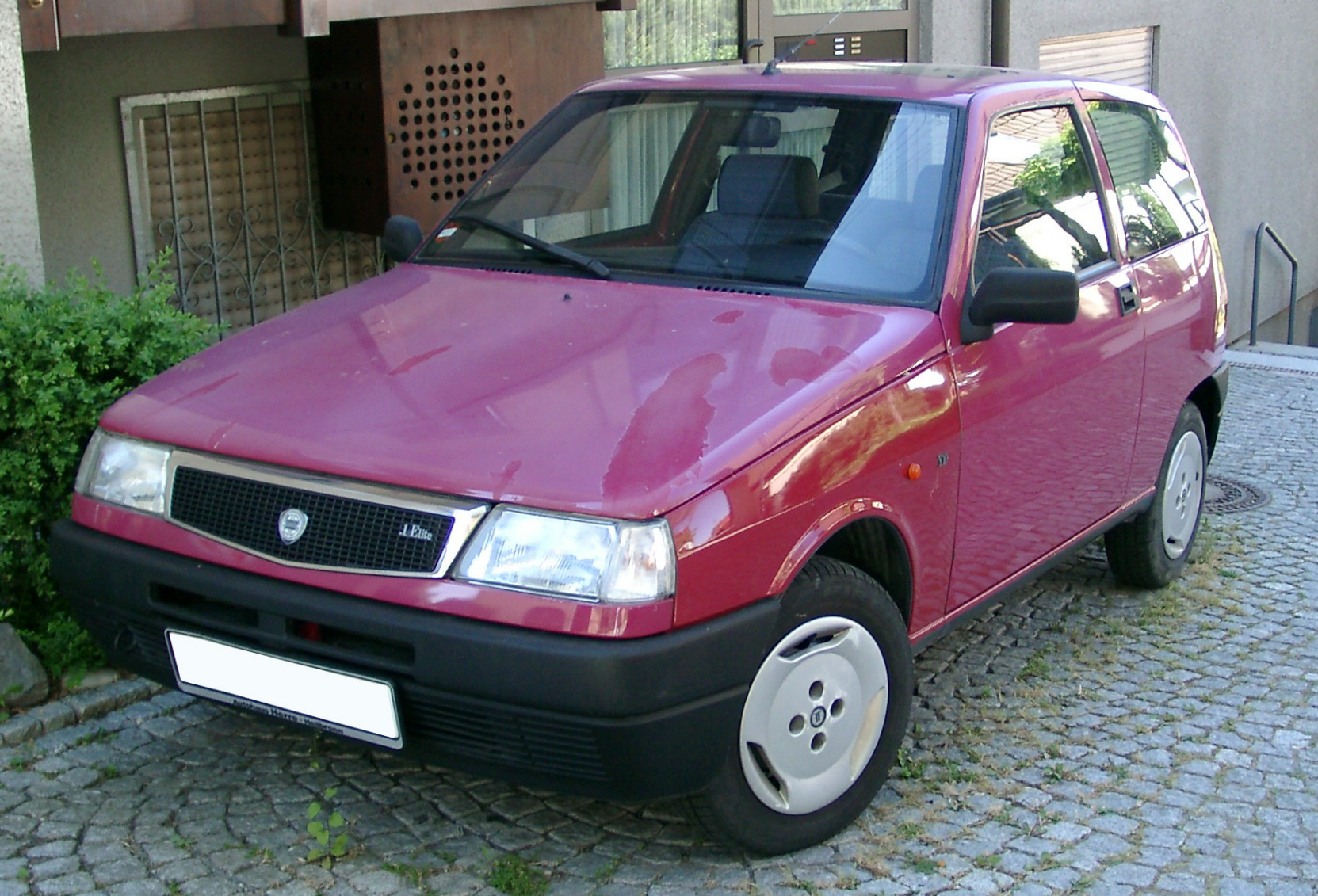
Lancia Y10 (1992–1995)
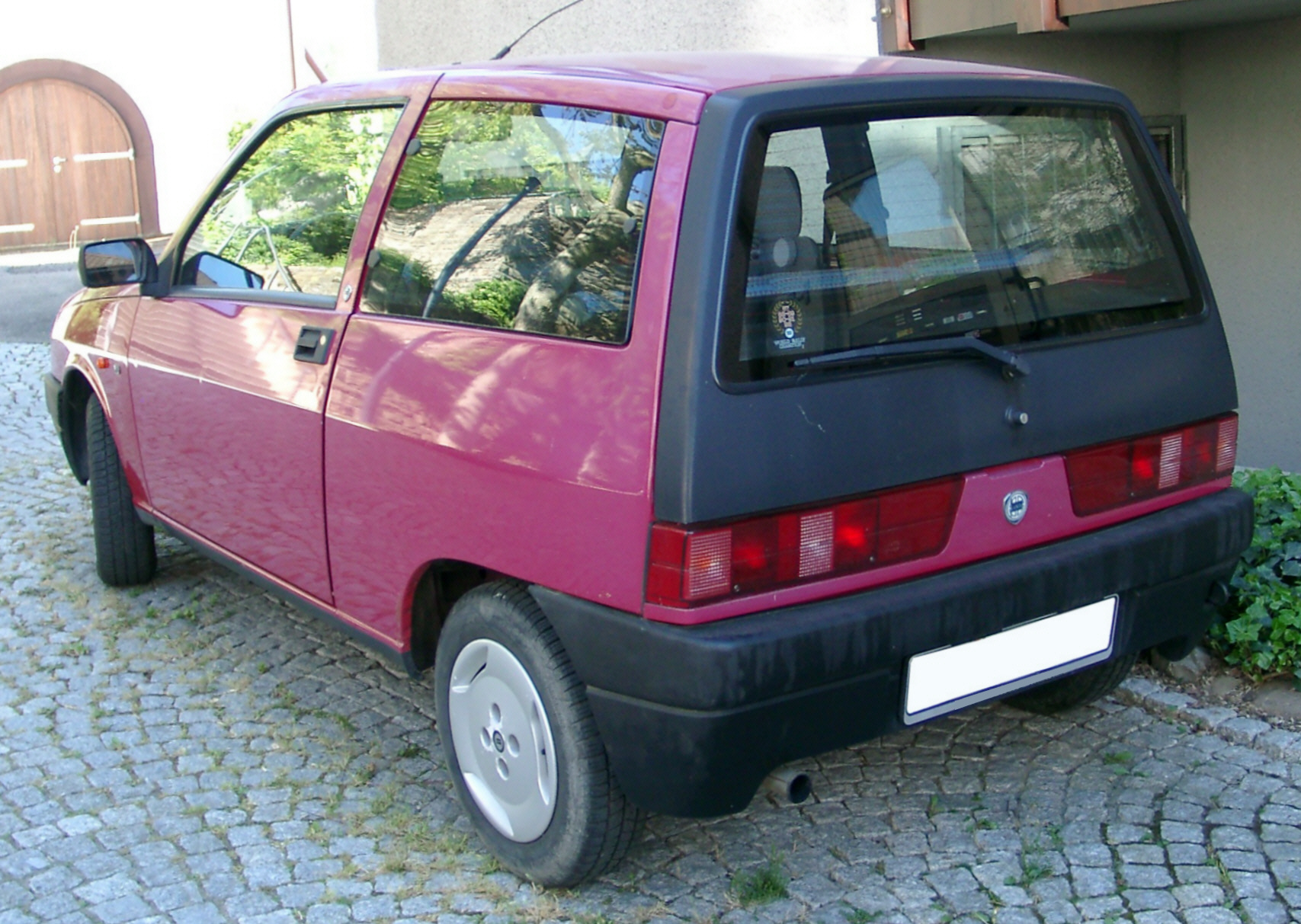
Heckansicht

Ein Alleinstellungsmerkmal des Wagens ist die in der Regel mattschwarz lackierte Heckklappe, die das aerodynamisch günstige K-Heck betonen soll. Ursprünglich sollte die Heckklappe aus unlackiertem Kunststoff (wie die Stoßfänger vorne und hinten) gefertigt werden, was zu einer Gewichtsreduzierung und zu einer Kostenreduzierung geführt hätte. Versuche mit Kunststoffheckklappen brachten nicht die gewünschten Ergebnisse, sodass das Bauteil für die Serie in Stahlblech ausgeführt wurde. Um das Erscheinungsbild des Entwurfs beizubehalten, wurde die Heckklappe mattschwarz lackiert. Nur einige Sondermodelle haben einen in Wagenfarbe oder in einem etwas dunkleren Ton lackierten Kofferraumdeckel. Im Laufe der dritten Serie gab es auch eine Variante mit Heckklappe im Design der Sitzbezüge.
Im Spätsommer 1995 lief die Produktion (und mit dieser die Marke Autobianchi in Italien) aus – Lancia führte den Lancia Y als Nachfolger ein.
| Autobianchi Y10            | fire                                                                                       | touring                                                                                    | turbo                                                                                      |
| -------------------------- | ------------------------------------------------------------------------------------------ | ------------------------------------------------------------------------------------------ | ------------------------------------------------------------------------------------------ |
| Motor:                     | 4-Zylinder-Reihenmotor (Viertakt), vorne quer                                              | 4-Zylinder-Reihenmotor (Viertakt), vorne quer                                              | 4-Zylinder-Reihenmotor (Viertakt), vorne quer                                              |
| Bezeichnung:               | 156 A2.000                                                                                 | 156 A.000                                                                                  | 156 A1.000                                                                                 |
| Hubraum:                   | 999 cm³                                                                                    | 1049 cm³                                                                                   | 1049 cm³                                                                                   |
| Bohrung × Hub:             | 70 × 64,9 mm                                                                               | 76 × 57,8 mm                                                                               | 76 × 57,8 mm                                                                               |
| Leistung bei 1/min:        | 33 kW (45 PS) bei 5000                                                                     | 40,5 kW (55 PS) bei 5850                                                                   | 62,5 kW (85 PS) bei 5750                                                                   |
| Max. Drehmoment bei 1/min: | 80 Nm bei 2750                                                                             | 81 Nm bei 3000                                                                             | 123 Nm bei 2750                                                                            |
| Verdichtung:               | 9,8:1                                                                                      | 9,5:1                                                                                      | 7:1                                                                                        |
| Gemischaufbereitung:       | 1 Fallstromvergaser Weber 32                                                               | 1 Fallstromvergaser Weber 32                                                               | 1 Doppelvergaser Weber 30/32                                                               |
| Ventilsteuerung:           | Obenliegende Nockenwelle, Antrieb über Zahnriemen                                          | Obenliegende Nockenwelle, Antrieb über Zahnriemen                                          | Obenliegende Nockenwelle, Antrieb über Zahnriemen                                          |
| Kühlung:                   | Wasserkühlung                                                                              | Wasserkühlung                                                                              | Wasserkühlung                                                                              |
| Getriebe:                  | 5-Gang-Getriebe Frontantrieb, 1.0 a.W. mit Allradantrieb                                   | 5-Gang-Getriebe Frontantrieb, 1.0 a.W. mit Allradantrieb                                   | 5-Gang-Getriebe Frontantrieb, 1.0 a.W. mit Allradantrieb                                   |
| Radaufhängung vorn:        | Querlenkerachse, Federbeine, Schraubenfedern                                               | Querlenkerachse, Federbeine, Schraubenfedern                                               | Querlenkerachse, Federbeine, Schraubenfedern                                               |
| Radaufhängung hinten:      | Omega-Achse mit Längslenkern, Schraubenfedern 4x4: Starrachse, halbelliptische Blattfedern | Omega-Achse mit Längslenkern, Schraubenfedern 4x4: Starrachse, halbelliptische Blattfedern | Omega-Achse mit Längslenkern, Schraubenfedern 4x4: Starrachse, halbelliptische Blattfedern |
| Bremsen:                   | Scheibenbremsen vorne, Trommeln hinten, Servo                                              | Scheibenbremsen vorne, Trommeln hinten, Servo                                              | Scheibenbremsen vorne, Trommeln hinten, Servo                                              |
| Lenkung:                   | Zahnstangenlenkung                                                                         | Zahnstangenlenkung                                                                         | Zahnstangenlenkung                                                                         |
| Karosserie:                | Stahlblech, selbsttragend                                                                  | Stahlblech, selbsttragend                                                                  | Stahlblech, selbsttragend                                                                  |
| Spurweite vorn/hinten:     | 1280/1280 mm 4x4: 1260/1280 mm                                                             | 1280/1280 mm 4x4: 1260/1280 mm                                                             | 1280/1280 mm 4x4: 1260/1280 mm                                                             |
| Radstand:                  | 2160 mm 4x4: 2180 mm                                                                       | 2160 mm 4x4: 2180 mm                                                                       | 2160 mm 4x4: 2180 mm                                                                       |
| Abmessungen:               | 3390 × 1510 × 1430 mm 4x4: 3390 × 1535 × 1460 mm                                           | 3390 × 1510 × 1430 mm 4x4: 3390 × 1535 × 1460 mm                                           | 3390 × 1510 × 1430 mm 4x4: 3390 × 1535 × 1460 mm                                           |
| Leergewicht:               | 760–850 kg                                                                                 | 800 kg                                                                                     | 840 kg                                                                                     |
| Höchstgeschwindigkeit:     | 145 km/h                                                                                   | 155 km/h                                                                                   | 180 km/h                                                                                   |
| 0–100 km/h:                | 16–17,5 s                                                                                  | 14,5 s                                                                                     | 9,5 s                                                                                      |
| Verbrauch (L/100 km):      | 6,4–7,0 S                                                                                  | 7,3 S                                                                                      | 8,6 S                                                                                      |